# Новокримське
Новокри́мське (до 1945 року — Борлак-Тама, крим. Borlaq Tama) — село Джанкойського району Автономної Республіки Крим. Населення становить 1 273 особи. Орган місцевого самоврядування - Новокримська сільська рада. Розташоване в центрі району.

## Географія
Новокримське - село на заході району, у степовому Криму, на автотрасі М17 Херсон - Джанкой - Керч, біля кордону з Красноперекопським районом, висота над рівнем моря - 20 м . Сусідні села: Павлівка за 2,5 км на південь, Істочне за 3,7 км на північний північний захід і Пахаревка за 4,6 км на північ, там же найближча залізнична станція Пахарівка (на лінії Джанкой - Армянськ). Відстань до райцентру - близько 19 кілометрів.

## Історія
Перша документальна згадка села зустрічається в Камеральному Описі Криму ... 1784 року, судячи з якого, в останній період Кримського ханства Борлак входив в Сакал кадилик Перекопського каймакамства .
Після приєднання Криму до Російської імперії 19 квітня 1783 года, на території колишнього Кримського Ханства була утворена Таврійська область і село була приписане до Перекопського повіту.
У 1944 році, згідно з Постановою ДКО № 5859 від 11 травня 1944 року, 18 травня кримські татари були депортовані в Середню Азію.
Указом Президії Верховної Ради Російської РСР від 21 серпня 1945 року Борлак-Тома був перейменований в Ново-Кримське і Борлак-Томацька сільрада - в Ново-Кримську. Указом Президії Верховної Ради Російської РФСР від 18 травня 1948 року, до Ново-Кримського приєднали села Татаркой і Ногай-Тама.

## Населення

### Мова
Розподіл населення за рідною мовою за даними перепису 2001 року:
| Мова                | Відсоток |
| ------------------- | -------- |
| російська           | 66,38%   |
| кримськотатарська   | 16,58%   |
| українська          | 16,34%   |
| інші/не визначилися | 0,7%     |